# Albrecht Chanovský z Dlouhé Vsi

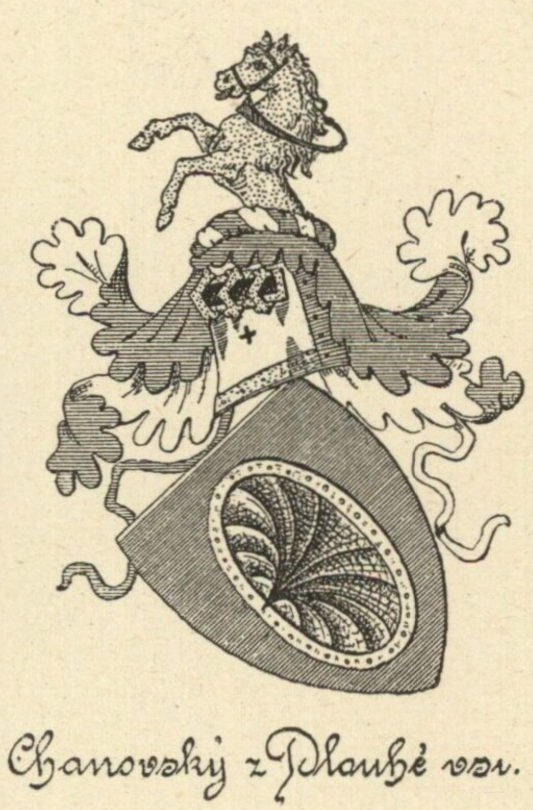
Erb rodu Chanovských z Dlouhé Vsi

Albrecht Chanovský z Dlouhé Vsi, někdy též Albert Chanovský či Vojtěch Chanovský (1581 Svéradice u Horažďovic – 16. května 1643 Klatovy) byl český katolický kněz a jezuitský misionář.
Narodil se v roce 1581 jako syn rytíře Jana Chanovského z Dlouhé Vsi a jeho manželky Kateřiny, rozené Valovské z Úsuší. Studoval na jezuitských kolejích v Praze u sv. Klimenta a v Českém Krumlově. V roce 1601 přes odpor rodičů vstoupil do jezuitského řádu.
| „            | Maje vjíti do nějaké vsi, kde ještě nebyl znám, když byl již u humen, počínal zpívati nějakou českou pobožnou písničku, a tak zpívaje do vesnice vcházel, skoro tím způsobem, jako zpívají žebráci, když holdem chodí. Zatím se sběhly děti, aneb zahlídl-li kde on sám některého hocha, ukázav mu obrázek, vábil ho k sobě, aby s ním šel a zpíval: a když se nějaká hrstka sběhla, přímo s nimi spolu zpívajícími do kostela vcházel. Kamkoli se přibral, tam ihned, svolav děti a spořádav pacholata zvlášť a děvčata také zvlášť, na způsob nějaké processi, s nimi spolu zpívajícími, ve vsích nahoru i dolů, v městech pak a městečkách po rynku, po ulicích a okolo zdí městských chodil. Pakli se k tomu také někteří jiní dospělí lidé sešli, aneb přišel-li sám na některý houf lidí zahálejících, tu se s svou processí pozastavil, a jim nětco z křesťanského učení vykládal, při tom je na to navesti usiloval, aby s ním do kostela šli, kdež by se jim křesťanské učení volněji a pilněji vyložiti mohlo. V kostele pak vyptav se dětí, co by uměly, a vyslyšev to, čemu se znovu naučily, obrázky a růžence jim rozdával. Pakli tam kostela nebylo, tehdy u Božích muk aneb, jestliže tam žádných Božích muk neměli, aspoň pod některým širokým stromem těm, kteříž se byli sešli, křesťanské učení vykládal, nic na to nedbaje, byť pak někdy, krom pacholat a děvčat, žádného jiného při tom tam nebylo. | “ |
| — Jan Tanner | |   |

Od roku 1622 až do své smrti (1643) působil jako misionář v Kolíně, Táboře, Prácheňsku a Plzeňsku. Trvale se usídlil v Klatovech, kde dosáhl zřízení jezuitské koleje a výstavby kostela. V něm byl také po své smrti pohřben.